# Quảng trường Đỏ
Quảng trường Đỏ hay Hồng trường (tiếng Nga: Красная площадь, chuyển tự: Krasnaya ploshchad) là quảng trường nổi tiếng nhất tại thủ đô Moskva của Liên bang Nga. Quảng trường này tách điện Kremli (nằm ở phía tây quảng trường này), thành lũy của hoàng gia trước đây và hiện là nơi sống và làm việc chính thức của Tổng thống Nga ra khỏi khu vực thương mại trong lịch sử là Kitay-gorod cũng như GUM ở phía đông. Do các đường phố chính của Moskva tỏa ra từ khu vực này theo các hướng để trở thành các đường quốc lộ chính bên ngoài thành phố, nên quảng trường Đỏ thường được coi là quảng trường trung tâm của Moskva và của toàn Nga.
Năm 1990, Quảng trường Đỏ đã được UNESCO đưa vào danh sách Di sản thế giới.

## Nguồn gốc và tên gọi

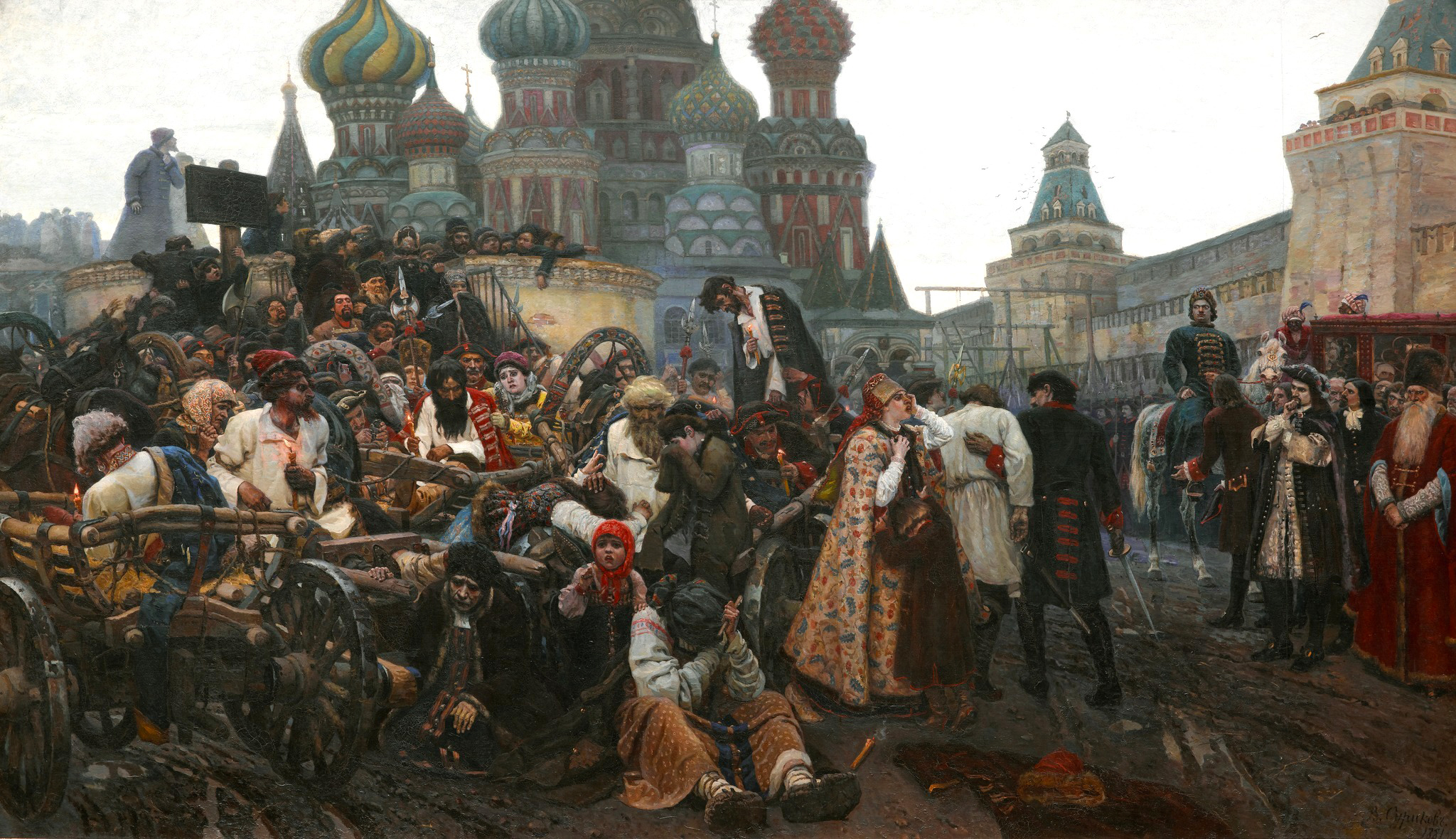
Lịch sử đa dạng của quảng trường Đỏ được phản ánh trong nhiều công trình nghệ thuật, bao gồm cả các bức vẽ của Vasily Surikov, Konstantin Yuon và nhiều người khác.

## Các di tích nổi tiếng

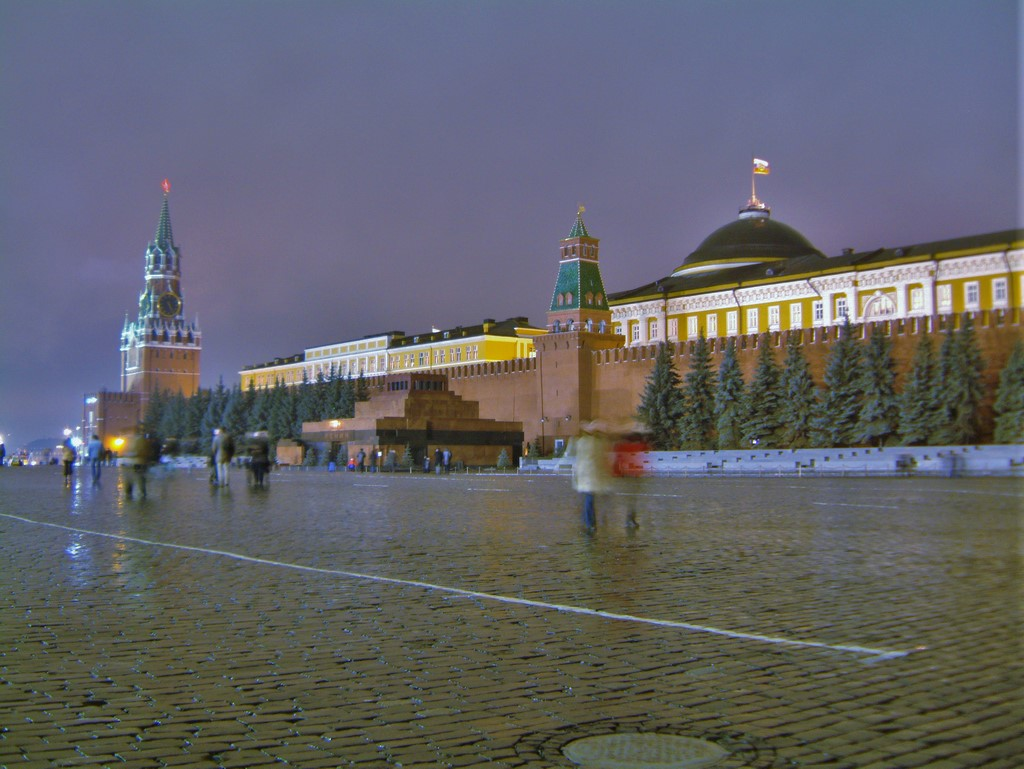
Quảng trường Đỏ ban đêm với lăng Lenin ở giữa
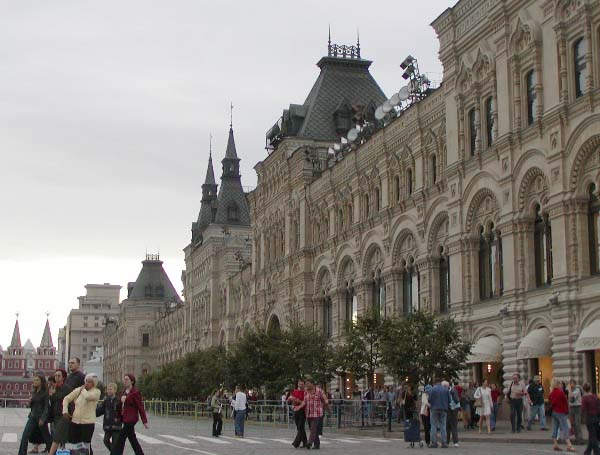
Cửa hàng bách hóa tổng hợp quốc gia (GUM)
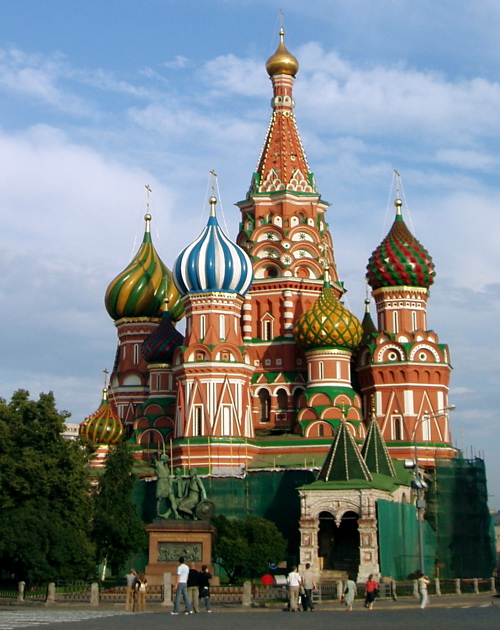
Nhà thờ chính tòa thánh Vasily
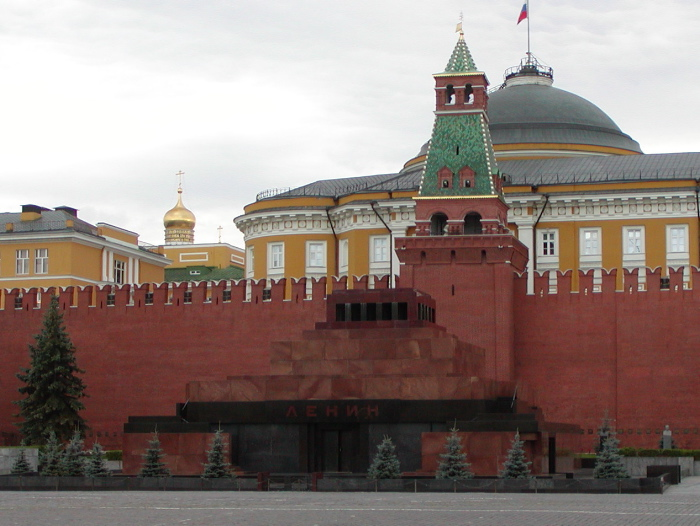
Lăng Lenin
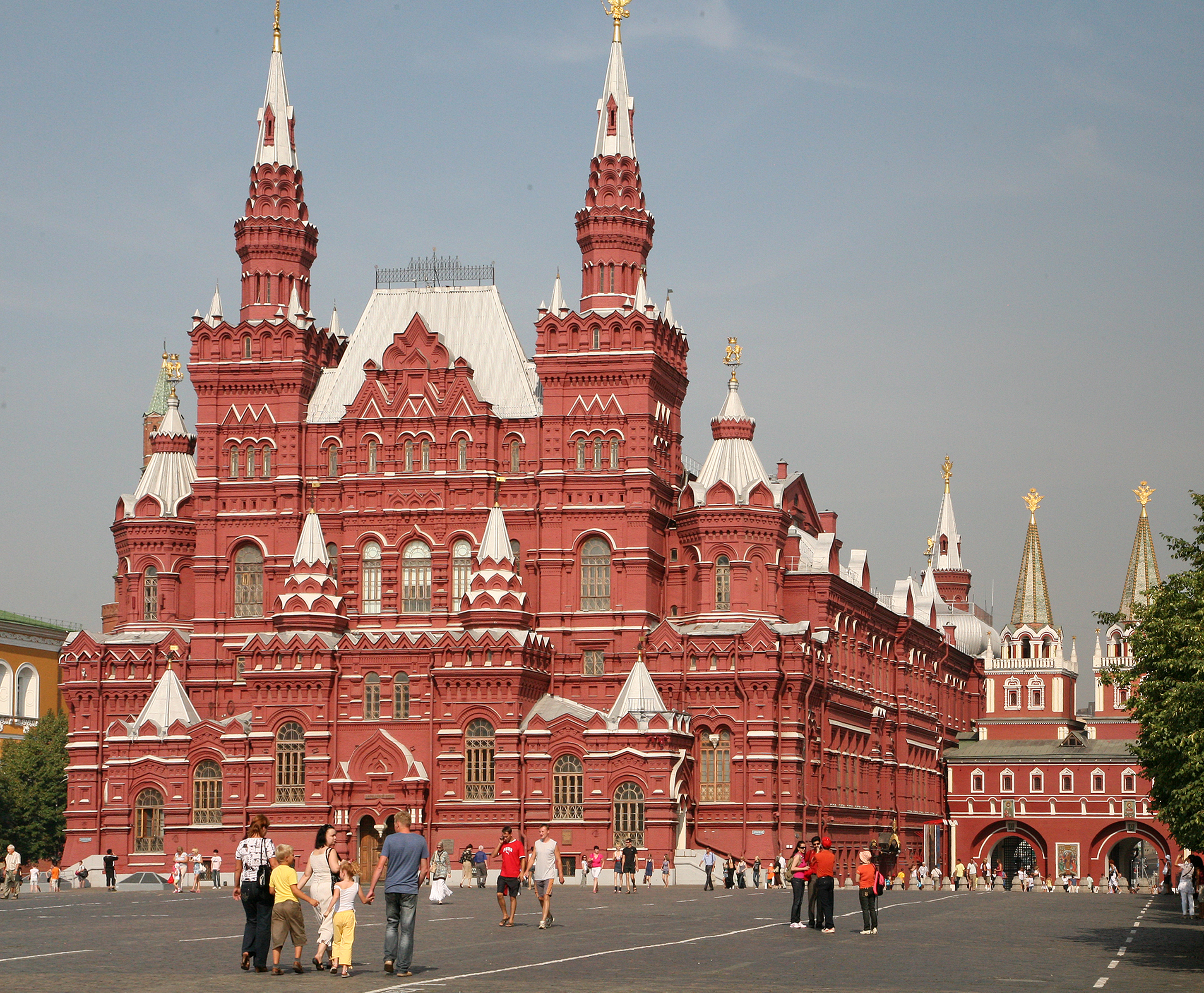
Viện bảo tàng lịch sử
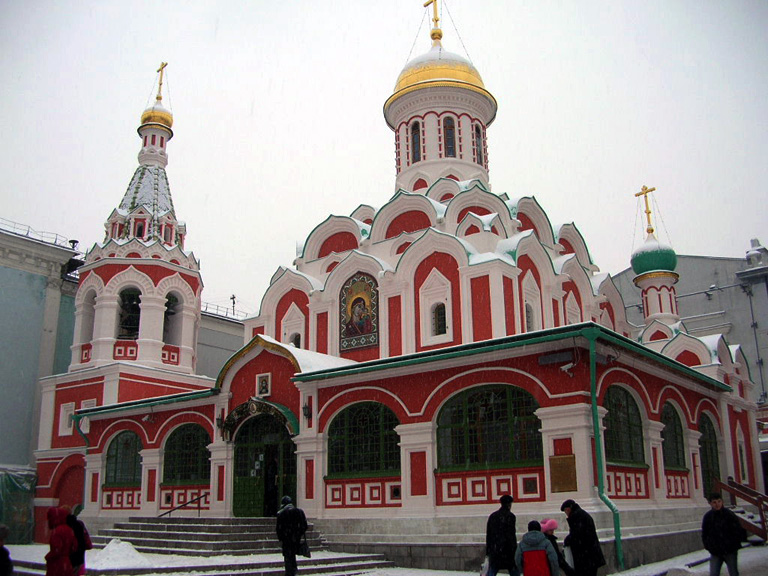
Nhà thờ Đức Mẹ Kazan
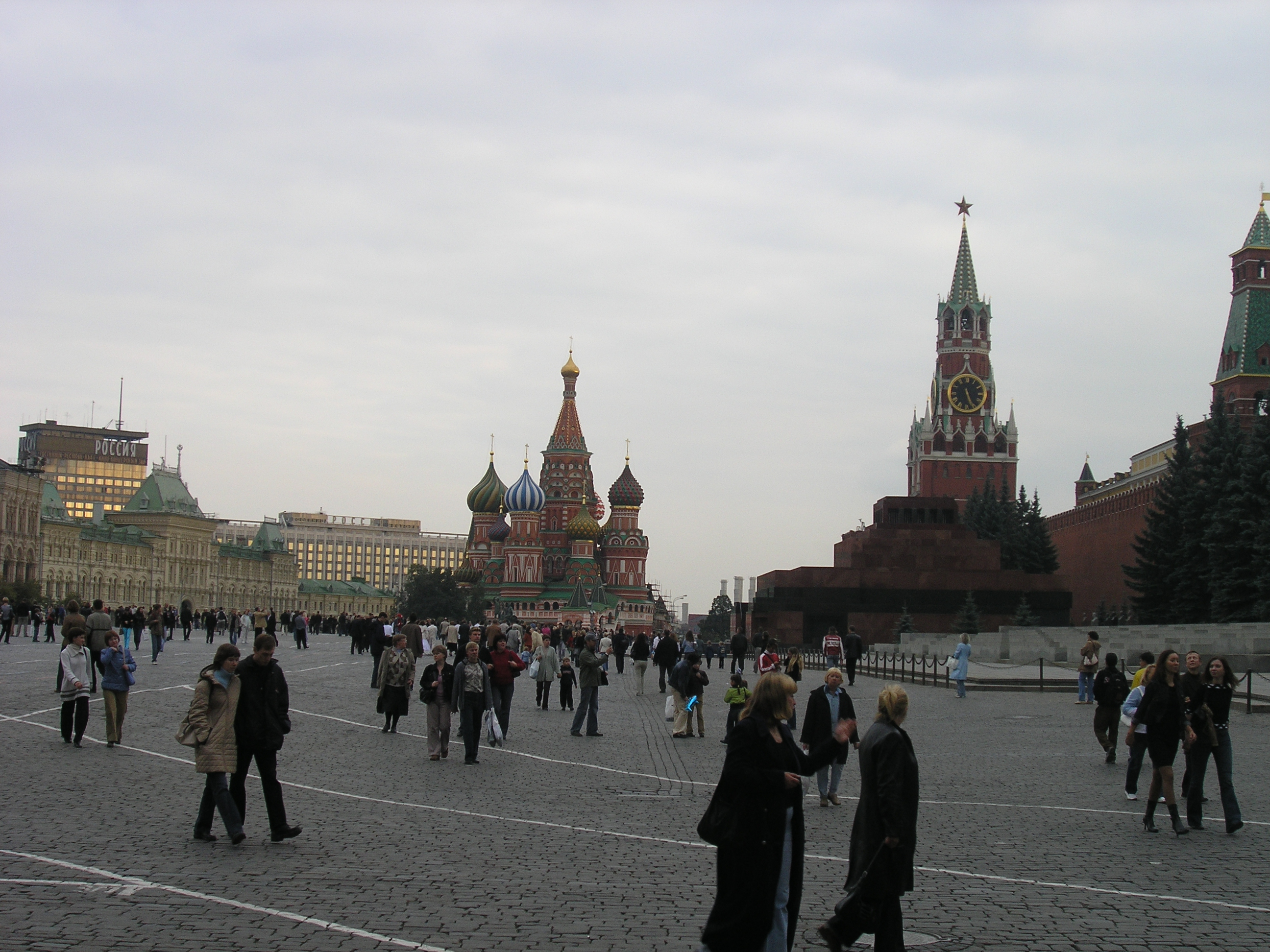
Quảng trường Đỏ
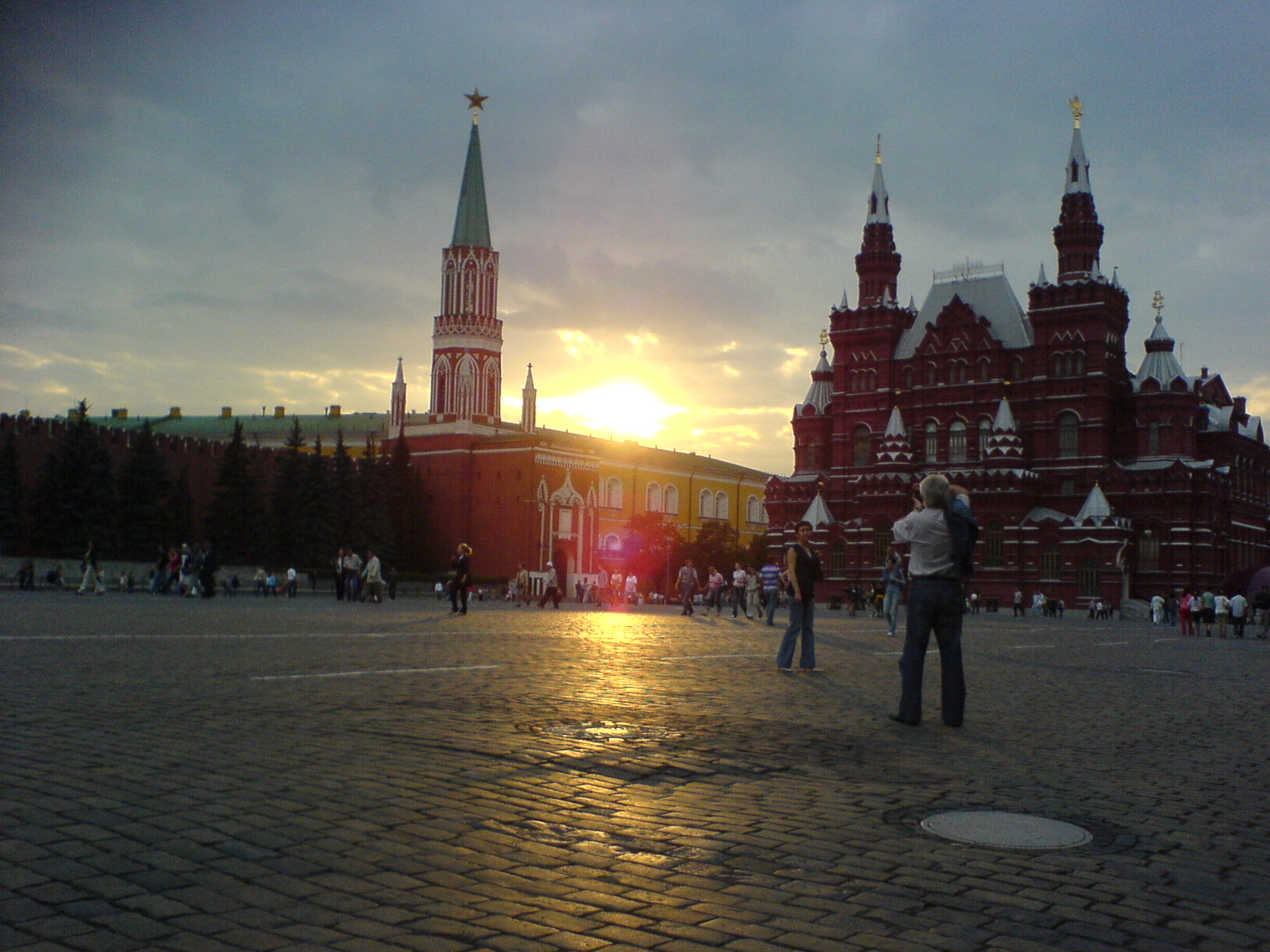
Quảng trường Đỏ lúc mặt trời lặn